# يوري أرباتشاكوف
يوري أرباتشاكوف (بالروسية: Арбачаков, Юрий Яковлевич) مواليد 22 أكتوبر 1966 في أوبلاست كيمروفسكايا، روسيا، هو ملاكم روسي يصنف ضمن فئة وزن الذبابة. حقق بطولة المجلس العالمي للملاكمة.

## إحصائيات
خاض خلال مسيرته 24 نزالا، فاز في 23 ولم يتعادل وخسر في 1. فاز بالضربة القاضية في 16 نزالا.

## روابط خارجية
- يوري أرباتشاكوف على موقع بوكس ريك (الإنجليزية) (registration required)